# ألبرت إبرامز
ألبرت إبرامز (بالإنجليزية: Albert Abrams)‏ هو مخترِع وطبيب أمريكي، ولد في 8 ديسمبر 1863 في سان فرانسيسكو في الولايات المتحدة، وتوفي بنفس المكان في 1924.